# Ella Anderson
Ella Aiko Anderson (ur. 26 marca 2005 w Ypsilanti) – amerykańska aktorka dziecięca, która wcielała się w Piper Hart w serialu Nickelodeon Niebezpieczny Henryk i jest znana z roli Rachel Rawlings w filmie komediowym zatytułowanym „Szefowa”, oraz z roli Elie King w horrorze zatytułowanym „Opętanie Micheala Kinga”.

## Kariera
Anderson zaczęła działać jako aktorka odkąd skończyła pięć lat. Grała Hazel w Nadzdolnych na kanale Disney Channel w 2011 roku. Pojawiła się także w jednym odcinku Dorastająca nadzieja jako mała dziewczynka, która dostaje igłą w rękę. Anderson pojawiła się ponownie w serialu Disneya w 2013 roku w Blog na cztery łapy jako Darcy Stewart i Liv i Maddie jako Jenny Peeke. W 2014 r. zagrała małą dziewczynkę w filmie fantasy produkcji Nickelodeon Wróżkowie chrzestni: Rajskie tarapaty. Zaczęła także występować jako Piper Hart, młodsza siostra Henryka w Niebezpieczny Henryk i pojawiła się w filmie Niedokończony interes.

## Filmografia
| Rok  | Produkcja                             | Rola                          | Nota                                                                |
| ---- | ------------------------------------- | ----------------------------- | ------------------------------------------------------------------- |
| 2011 | Zagadka przeszłości                   | Haley                         | Film                                                                |
| 2011 | Gra życia                             | Jamie Murphy                  | Film                                                                |
| 2011 | Nadzdolni                             | Hazel                         | Odcinki: „Dublerka” (S02E01), „Festyn” (S02E08)                     |
| 2012 | Dorastająca nadzieja                  | Annie                         | Odcinek: „Squeak Means Squeak” (S03E09)                             |
| 2012 | The Giant Mechanical Man              | Córka                         | Film                                                                |
| 2013 | Blog na cztery łapy                   | Darcy Stewart                 | Odcinki: „Stan’s Old Owner” (S01E22), „Good Girl Gone Bad” (S02E02) |
| 2013 | Liv i Maddie                          | Jenny Keene                   | Odcinek: „Fa-La-La-a-Rooney” (S01E10)                               |
| 2013 | Bukowski                              | Lily Jane                     | Film                                                                |
| 2014 | Wróżkowie chrzestni: Rajskie tarapaty | Mitzie                        | Film                                                                |
| 2014 | The Possession of Michael King        | Ellie King                    | Film                                                                |
| 2014 | Niebezpieczny Henryk                  | Piper Hart                    | Serial; Obsada Główna (2014-obecnie)                                |
| 2015 | Miss Famous                           | Sally                         | Film                                                                |
| 2015 | Niedokończony interes                 | Bess Trunkman                 | Film                                                                |
| 2015 | Nickelodeon’s Ho Ho Holiday Special   | Olive                         | Film                                                                |
| 2016 | Szefowa                               | Rachel Rawlings               | Film                                                                |
| 2016 | Dzień Matki                           | Vicky                         | Film                                                                |
| 2017 | The Glass Castle                      | Jeanette Walls w wieku 10 lat | Film                                                                |